# بالا هاشم خان لی
بالا هاشم‌خان‌لی (به ترکی آذربایجانی: Bala Haşimxanlı) یک منطقه مسکونی در جمهوری آذربایجان است که در شهرستان صابرآباد واقع شده است. بالا هاشم خان لی ۱۶۵۶ نفر جمعیت دارد.